# Pět prstů Tibetu
Pět prstů Tibetu (čínsky: 西藏的五指; pinyin: Xīzàng de wǔzhǐ) označuje čínskou zahraniční politiku připisovanou Mao Ce-tungovi, podle které je Tibet pravou dlaní Číny, která má na periferii pět prstů: Ladak, Nepál, Sikkim, Bhútán a Agentura severovýchodní hranice (dnes pod názvem Arunáčalpradéš); podle této politiky má ČLR povinnost tyto oblasti „osvobodit“.
O této politice se nikdy nediskutovalo v oficiálních čínských veřejných prohlášeních, ale vnější svět vznesl obavy nad možností jeho stálé existence nebo případným oživením. Článek v časopise Komunistické strany Číny potvrdil existenci této politiky v souvislosti se střetem na čínsko-indické hranici v roce 2017.

## Historické pozadí
Císařská Čína si nárokovala suzerenitu nad Nepálem, Sikkimem a Bhútánem v rámci rozšíření svého nároku na Tibet. Tyto nároky prosazoval čínský amban v Tibetu v roce 1908, který nepálským úřadům napsal, že Nepál a Tibet, „jsou sjednoceni jako bratři pod záštitou Číny a měli by pracovat v harmonii pro vzájemné dobro“. Navrhl „smíchání pěti barev“ reprezentujících Čínu, Tibet, Nepál, Sikkim a Bhútán jako součást svého programu k prosazení čínských nároků vůči britské opozici. 15. listopadu 1939 označil zakládající předseda Komunistické strany Číny (ČKS) Mao Ce-tung Bhútán a Nepál jako podřízené státy Číny.
 

## Původ
Politika „Pěti prstů Tibetu“ byla široce připisována Maovým projevům ve 40. letech, ale nikdy se o ní nediskutovalo v oficiálních čínských veřejných prohlášeních. Tibet v ní byl považován za dlaň čínské pravé ruky, přičemž jeho pěti prsty byly Ladak, Nepál, Sikkim, Bhútán a Agentura severovýchodní hranice (North-East Frontier Agency, NEFA; dnes pod názvem Arunáčalpradéš). V roce 1954 čínští důstojníci v Tibetu tvrdili, že „osvobodí Sikkim, Bhútán, Ladak a NEFA, které byly neprávem drženy indickými imperialisty“.:s.55
V roce 1954 vydala čínská vláda knihu „Stručná historie moderní Číny“ (anglicky: A Brief History of Modern China) pro školáky, která obsahovala mapu znázorňující území údajně obsazená „imperialistickými mocnostmi“ v letech 1840 až 1919 a označila je jako „části Číny, které musí být navráceny Číně." Tato mapa zahrnovala Ladak, Nepál, Bhútán, Sikkim a celou severovýchodní Indii. Tuto skutečnost zmiňuje ve svých psaných vzpomínkách indický diplomat Triloki Nath Kaul, který v té době sloužil v Pekingu. Učenec B. S. K. Grover se vyjádřil, že tato mapa byla „odrazem seriózních pekingských ambicí“, a ne pouhou propagandou, nebo „planým chlubením“.
Nároky na „pět prstů“ byly „důrazně a často“ uplatňovány v letech 1958 až 1961 v rádiových přenosech v Pekingu a Lhase.:s.96 Během valného shromáždění ve Lhase v červenci 1959 čínský generálporučík Zhang Guohua řekl: „Obyvatelé Bhútánu, Sikkimu a Ladaku tvoří v Tibetu sjednocenou rodinu. Vždy podléhali Tibetu a velké vlasti, Číně. Musí se opět sjednotit a naučit komunistické doktríně.“ 

## Význam pro politiku 21. století
Tato politika je nyní oficiálně nečinná. ČLR dnes klade nároky pouze na indický stát Arunáčalpradéš a oblast Aksai Čin, kterou Indie považuje za součást Ladaku, ale od konce 50. let je pod čínskou správou. Byly však vyjádřeny obavy ohledně oživení politiky pěti prstů.
Po střetu na čínsko-indické hranici v roce 2017 v Doklamu v roce 2017 článek v Qunzhong (časopis výboru provinční strany v Jiangsu) politiku „pěti prstů“ zmínil. Článek v tomto časopisu, jehož autorem byl výzkumník z Nankingské univerzity Liu Litao, obsahoval tvrzení, že skrytá indická podpora tibetskému hnutí za nezávislost je důsledkem toho, že Čína nebyla bez „dlaně“ schopná ovládnout „pět prstů“, které Indie údajně zabrala. O tibetské kultuře se vyjádřil, že je „dostředivou silou“ na „pět prstů“. Článek dodal, že se zvyšováním čínských investic, obchodu a s rozvojem ekonomických vztahů s těmito regiony předstihne čínský vliv v těchto regionech vliv Indie a „do velké míry“ ho zlikviduje.
Lozang Sanggjä, vůdce Ústřední tibetské správy, spojil tuto politiku s patovou situací Doklamu. Uvedl ji také jako důvod potyček mezi Čínou a Indií v roce 2020. Adhir Ranjan Chowdhury (vůdce Indického národního kongresu, politické strany v indickém parlamentu), Seshadri Chari (bývalý šéf buňky zahraničních věcí strany Bharatiya Janata), a M. M. Khajuria (bývalý generální ředitel policie Džammú a Kašmíru) také vyjádřili podobné názory.
Podle komentátora Saurava Jha vychází politika „pěti prstů“ z historické geografie Himálají, která umožňuje obousměrné územní nároky mezi Tibetem a jižními regiony. To vede k napětí mezi transhimalájskými mocnostmi, které jsou „nakonec mírněny rovnováhou vojenských schopností“. To je podle něj důvodem pro dlouhodobý spor o čínsko-indické hranice.